# 10. juli
10. juli er dag 191 i året i den gregorianske kalender (dag 192 i skudår). Der er 174 dage tilbage af året.

Navnedag: Knud Konge

### Begivenheder
Født - Dødsfald
- 1086 - Knud den Hellige myrdes af oprørske stormænd i Sankt Albani Kirke i Odense, hvor han ellers har søgt asyl.
- 1212 - En voldsom brand hærger London, og det meste af byen ødelægges.
- 1460 - I Rosekrigene slår Richard af York kong Henrik 6. i slaget ved Northampton.
- 1553 - Lady Jane Grey udråbes som dronning af England efter Edvard 6.'s død.
- 1645 - Oliver Cromwells rytterhær, "rundhovederne", besejrer de kongetro styrker ved Langport. De fleste af royalisterne overgiver sig.
- 1849 - I Berlin sluttes foreløbig fred mellem Danmark og Preussen under Treårskrigen. Indtil nu har krigen kosten den danske statskasse 85 mio. kr.
- 1890 - Wyoming bliver USA's 44. stat.
- 1913 - I Death Valley i Californien måles en temperatur på 56,7 °C, som er den højeste registrerede i USA.
- 1920 - Genforeningen markeres ved at Christian 10. rider over den gamle grænse på en hvid hest og markerer, at Nordslesvig ("Sønderjylland") atter er dansk efter 56 års tysk styre.
- 1925 - Telegrambureauet TASS, som var det officielle nyhedsbureau for Sovjetunionen, oprettes.
- 1940 - I Frankrig får Philippe Pétain under 2. verdenskrig overdraget magten i Vichy-regeringen af nationalforsamlingen.
- 1940 - Luftslaget om England begynder. Mindst 70 tyske bombefly angriber dokkerne i Sydwales.
- 1941 - Tyskerne krydser floden Dnjepr i Ukraine.
- 1941 - Danmark sætter varmerekord i juli med 35,3 °C målt på Mors
- 1943 - De allierede styrker, USA's 7. og Englands 8. Armé, går i land på Sicilien og møder heftig modstand fra italienske og tyske styrker.
- 1958 - Englands først parkometer installeres i London.
- 1962 - "Telstar 1", den første private jordsynkrone kommunikationssatellit opsendes fra Cape Canaveral i Florida. Telstar overfører tv- og telefonsignaler mellem USA og Europa.
- 1971 - USA ophæver 21 års handelsblokade af Kina.
- 1976 - En eksplosion på en fabrik i nærheden af Seveso ved Milano slipper giftige dioxingasser løs. Ulykken bliver kendt som Sevesoulykken.
- 1987 - En bombe eksploderer i kælderen under Glostrup Sygehus og indleder sagen om Sygehusbomberne.
- 1981 - Argentinas forhenværende præsident Isabel Peron frigives efter fem års husarrest og rejser til Spanien.
- 1985 - Franske agenter sænker Greenpeaceskibet "Rainbow Warrior" ved et bombeattentat i Aucklands havn. Et besætningsmedlem mister livet.
- 1991 - Boris Jeltsin tages i ed som første valgte præsident i Rusland.
- 1992 - I USA idømmes Panamas tidligere diktator Manuel Noriega 40 års fængsel for narkosmugling.
- 1995 - Et nyopdaget mineral opkaldes efter lektor Ove Valdemar Petersen, Geologisk Institut: Petersenit.
- 2005 - Den danske cykelrytter Michael Rasmussen vinder 9. etape af Tour de France.

### Født
- 1509 - Jean Calvin, fransk-schweizisk reformator (død 1564).
- 1606 - Corfitz Ulfeldt, dansk rigshofmester (død 1664).
- 1830 - Camille Pissarro, fransk maler (død 1903).
- 1856 - Nikola Tesla, serbisk-amerikansk opfinder (død 1943).
- 1867 - Max af Baden, tysk officer, politiker og kansler (død 1929).
- 1871 - Marcel Proust, fransk forfatter (død 1922).
- 1894 - Knud Heglund, dansk skuespiller (død 1960).
- 1895 - Carl Orff, tysk komponist (død 1982).
- 1903 - Werner Best, nazitysk rigsforstander i Danmark (død 1989).
- 1909 - Knud Sønderby, dansk forfatter (død 1966).
- 1921 - Jake LaMotta, amerikansk bokser (død 2017).
- 1925 - Mahathir Mohamad, malaysisk politiker og premierminister.
- 1931 - Alice Munro, canadisk forfatter (død 2024).
- 1940 - Tommy Troelsen, dansk fodboldspiller, lærer og journalist (død 2021).
- 1943 - Arthur Ashe, amerikansk tennisspiller (død 1993).
- 1947 - Arlo Guthrie, amerikansk musiker.
- 1962 - Christian Jungersen, dansk forfatter.
- 1967 - Anne Herdorf, dansk sangerinde og skuespillerinde.
- 1969 - Jimmy Colding, dansk sanger i Zididada.
- 1970 - Jason Orange, engelsk sanger og sangskriver kendt fra Take That.
- 1978 - Christina Roslyng, dansk håndboldspiller.
- 1979 - Liam O'Connor, dansk rapper og hiphopper.
- 1980 - Jessica Simpson, amerikansk sangerinde.
- 1984 - Pernille Skipper, dansk folketingsmedlem og politisk leder for Enhedslisten

### Dødsfald
- 138 - Hadrian, romersk kejser (født 76).
- 1086 - Knud den Hellige, dansk konge (født ca. 1043) - myrdet.
- 1103 - Erik 1. Ejegod, dansk konge (født ca. 1055).
- 1559 - Henrik 2., fransk konge (født 1519).
- 1584 - Vilhelm den tavse, hollandsk oprørsleder (født 1533).
- 1845 - Christian Frederik Hansen, dansk arkitekt (født 1756).
- 1910 - Johann Gottfried Galle, tysk astronom (født 1812).
- 1941 - Jelly Roll Morton, amerikansk musiker (født 1890).
- 1952 - Rued Langgaard, dansk komponist og organist (født 1893).
- 1958 - Franz Bardon, tjekkisk okkultist og elev og lærer af Hermetics (født 1909).
- 1972 - A.C. Højberg Christensen, dansk politiker og undervisningsminister (født 1888).
- 1983 - Alf Cock-Clausen, dansk arkitekt (født 1886).
- 1985 - Kai Holm, dansk skuespiller (født 1896).
- 2003 - Hartley Shawcross, Baron Shawcross, britisk advokat og politiker, Attorney General for England og Wales (født 1902).
- 2006 - Sjamil Basajev, tjetjensk nationalistleder (født 1965) - dræbt i kamp.
- 2008 - Jakob Ejersbo, dansk forfatter (født 1968).
- 2015 - Omar Sharif, egyptisk skuespiller (født 1932).
- 2015 - Ingmar Lindmarker, svensk journalist og forfatter (født 1931).

|  | Denne datoartikel kan blive bedre, hvis der indsættes et (bedre) billede Du kan hjælpe ved at afsøge Wikimedia Commons for et passende billede eller uploade et godt billede til Wikimedia Commons iht. de tilladte licenser og indsætte det i artiklen. |